# (668) Дора
(668) Дора  (нем. Dora) — астероид главного пояса, который возглавляет одно из небольших астероидных семейств, получившего название Семейство Доры. Он был обнаружен 27 июля 1908 года германским астрономом Августом Копффом в Гейдельбергской обсерватории и назван в честь подруги жены первооткрывателя.